# Зазубин, Аркадий Иванович
Арка́дий Ива́нович Зазу́бин (21 ноября 1916 , Московская губерния, Российская империя — 14 июня 1983, Алма-Ата, КазССР, СССР) — советский учёный, доктор технических наук (1973), профессор (1977), член-корреспондент Национальной академии наук Казахской ССР (1983), заслуженный деятель науки Казахстана (1976).

## Биография
В 1942—1944 годах директор завода треста «Майкаинзолото» в Павлодарской области. В 1944—1949 годах начальник отдела технического контроля Чорух-Дайронского вольфрамового рудоуправления в Таджикистане. В 1949—1983 годах научный сотрудник, заведующий лабораторией Института металлургии и обогащения АН Казахстана.
В 1973 году в Казахском политехническом институте им. В. И. Ленина защитил докторскую диссертацию на тему «Извлечение галлия и ванадия из алюминатных растворов».
Скончался в сентябре 1983 года, похоронен на Центральном кладбище Алма-Аты.

## Научная деятельность
Основные научные труды в области металлургии цветных, благородных и редких металлов. Руководил теоретическими исследованиями по комплексному извлечению ценных составляющих из алюминийсодержащих и редкометаллических руд. Разработал и внедрил на Павлодарском и Волховском (Россия) алюминиевых заводах высокоэффективные технологические схемы извлечения редких металлов из алюминатных растворов глиноземного производства.
Лауреат Государственной премии СССР (1978). Награждён орденом «Знак Почёта».
Некоторые труды:
- Бериллиевый минерал фенакит. — А., 1968.
- Металлургия бериллия. — А., 1980.
- Основы комплексного использования сырья в цветной металлургии. — А., 1981.

Некоторые патенты:
- Способ получения гидрогаллосиликатанатрия типа натролита. Номер патента: 819059. Опубликовано: 07.04.1981. Авторы: Никольская, Романов, Зазубин.
- Способ переработки алюминато-щелочных растворов. Номер патента: 734305. Опубликовано: 15.05.1980. Авторы: Иванова, Симанова, Новиков, Бельский, Тишевецкая, Шалавина, Елютин, Романов, Зазубин, Шморгуненко, Бадальянц, Ткаченко, Исаков, Финкельштейн, Костин, Передереев, Данилина, Мильбергер, Минин, Затуловский, Пейкаров, Остапенко, Кунаев, Буторин.
- Способ извлеченя галлия из галлийсодержающих шламов. Номер патента: 600203. Опубликовано: 30.03.1978. Авторы: Шалавина, Никольская, Романов, Зазубин.
- Способ получения галлия из щелочных галлийсодержащих растворов. Номер патента: 305768. Опубликовано: 05.12.1977. Авторы: Шалавина, Гусарова, Романов, Иванова, Зазубин.
- Способ извлечения галлия из алюмощелочного раствора цементацией. Номер патента: 510848. Опубликовано: 05.12.1977. Авторы: Шалавина, Турсунбаев, Прокопов, Кунаев, Романов, Остапенко, Туракбаев, Зазубин.
- Способ получения галлия. Номер патента: 329792. Опубликовано: 05.12.1977. Авторы: Романов, Смирнов, Туракбаев, Прокопов, Шалавина, Иванова, Гусарова, Беспалов, Поважный, Васильев, Зазубин.
- Способ извлечения галлия из алюминатных щелочных галлийсодержащих растворов цементацией. Номер патента: 263154. Опубликовано: 05.12.1977. Авторы: Зазубин, Гусарова, Шалавина, Пономарев, Пономарева.
- Устройство для извлечения металлов из растворов. Номер патента: 425971. Опубликовано: 30.04.1974. Авторы: Романов, Евдокименко, Шалавина, Федоров, Зазубин.
- Способ очистки ванадийсодержащих растворов от фосфора. Номер патента: 206089. Опубликовано: 01.01.1967. Авторы: Тюреходжаева, Шалавина, Зазубин, Тарасенко.
- Способ выделения ванадия из алюминатных растворов. Номер патента: 198306. Опубликовано: 01.01.1967. Авторы: Тарасенко, Пономарев, Беспалов, Зазубин.